# 永田村
永田村（ながたむら）は長野県下水内郡にあった村。現在の中野市大字永江・穴田にあたる。

## 地理
- 山：斑尾山

## 歴史
- 1889年（明治22年）4月1日 - 町村制の施行により、永江村・穴田村の区域をもって発足。
- 1956年（昭和31年）9月30日 - 豊井村と合併して豊田村が発足。同日永田村廃止。
- 2005年（平成17年）4月1日 - 豊田村が中野市と合併し、改めて中野市が発足。

## 交通

### 道路
現在は旧村域に上信越自動車道の豊田飯山インターチェンジが所在するが、当時は未開通。